# سیارک ۴۵۱۰
سیارک ۴۵۱۰ (به انگلیسی: 4510 Shawna، نامگذاری:1930XK) چهار هزار و پانصد و دهمین سیارک کشف شده‌است که در ۱۳ دسامبر ۱۹۳۰ کشف شد.
قدر مطلق سیارک برابر ۱۳٫۲۰ است.